# Кърджалийски манастир
Кърджалийският манастир „Свети Йоан Предтеча“ е ранносредновековен български ансамбъл с крепостна стена и кули, с раннохристиянски корени и антично минало. След археологично изследване и разкопки през втората половина на ХХ век, през 90-те години на XX век са предприети възстановителни работи като от 2000 година реставрираната черква е осветена и в нея се извършва редовна служба.
Останките от черквата „Свети Йоан Предтеча“, както и от средновековния ансамбъл, са обявени поотделно за паметници на културата от национално значение през 1968 година, както следва: „Област Кърджали.... № 6. Гр. Кърджали, кв.“Веселчани“, Средновековна църква – в двора на ДАП, Архитектурно-строителен от Античността и Средновието (sic!) – ДВ бр.67/1968 г. и № 7. Гр. Кърджали, кв.“Веселчани“, Средновековен некропол – срещу двора на ДАП, Архитектурно-строителен от Античността и Средновието (sic!) – ДВ бр.67/1968 г.“.

## Местоположение
„Свети Йоан Предтеча“ е с внушително представително разположение – кота приблизително 230.0 м на високия десен бряг на река Арда в Кърджали, квартал Веселчане (BGtopoVJ • K-35-087-2 • Кърджали). От Кърджалийския манастир има пряка видимост към Средновековната крепост над село Вишеград (306.4 м), към Тракийската крепост (392 м) до село Лисиците, също на десния бряг на река Арда и към Шеста крепост (586.7 м) над село Широко поле – на левия бряг на река Арда. От манастира се разкрива поглед към цялата равнина, на която са разположени централните квартали на град Кърджали. Широкият периметър на терена, прилежащ към ансамбъла, граничи от запад със затрупаното по хидромелиоративни причини Кьоч дере/Кьошч дере, което подземно продължава да се влива контролирано във водното огледало между язовир „Кърджали“ и язовир „Студен кладенец“. От север естествена граница е непристъпният висок ръб на пропастта отдясно над течението на Арда (днес – водно огледало). От изток широкият периметър на ансамбъла по неустановен начин навлиза в терена на автостопанството. От юг границите на широкия периметър също са неустановени, но все пак е известно, че те обхващат и „... шосето за Мадан и ....опитното училище на кв. Веселчани ....“. Крепостната стена с кулите огражда от изток, юг и запад просторен двор с голяма черква, ситуирана в южната част на укрепеното пространство. От север дворът завършва в непристъпен земно-скален ръб над река Арда (днес – водно огледало).

## История
Черквата „Свети Йоан Предтеча“ в Кърджали, квартал Веселчане (Газиолар/Гази-Оллар(тур.) – [селище на] синовете на воина на вярата, Рицарово/ско (своб.пр.), до 30-те години на XX век), е част от развития през столетията средновековен комплекс – черква с крепостна стена, основан през VI – VII век на значително по-голяма площ от заключената в крепостните стени по-късно. Възникнал като продължение на голям античен некропол с малка сакрална сграда и битови помещения, свързан със значително селище от градски тип, той дава началото на укрепен манастирски ансамбъл между времето не по-късно от втората половина на X век, от една страна, и XIV век, от друга, като продължава своето съществуване и през началното столетие на османското владичество. След неговото създаване, крепостният ансамбъл с черква се утвърждава като значимо средище на християнството в Източните Родопи. Западането на крепостния ансамбъл и неговата черква се дължат както на съзнателно разрушение, така и вследствие на обективни бедствия и препятствия, а също – и поради невъзможност за поддържането на ансамбъла с черквата по различни исторически и стопански причини, и така се стигне до използването на рушевините като източник на строителен материал: „... от това място са вземани камъни за много постройки в града и особено за старата турска казарма, останала и до днес ...“ и до съвременни иманярски изкопи (Ст.н.с.к.и.н. Екатерина Манова). Насипът – върху останките от ансамбъла с черквата, през 1962 година все още пази спомен за същината на засипаното/затрупаното. Освен Тумбата (Купчината; „... хрьтъ, хритъ ...“; „... [надгробна] могила, ...“), тази „могила“, „... висока над 4 м и с диаметър около 25 м ...“, се е наричала от околното население Хисарят (Твърдината, Крепостта, Градището, Укрепеното селище и под.) и Клисе доросу (Черковището). Цялата територия, над която се извисява Кърджалийският ансамбъл с черква „Свети Йоан Предтеча“, докъдето стига погледът, е място, особено богато на съществени свидетелства за многохилядолетно развитие и силна приемственост на обществения и стопански живот.
В края на 20-те години на 20 век руините стават обект на засилен интерес от страна на видния общественик и активен краевед Никола Иванов (*1880, Дупница – +1950, Кърджали), изследовател на българското историческо минало. През 40-те години на 20 век редица влиятелни български и чуждестранни учени – историци и археолози поддържат контакт с Никола Иванов и отбелязват останките от миналото: крепости, манастири, могили, скални гробници и др. в своите публикации (Иван Велков и др.). През втората половина на XX век ансамбълът с черквата е открит за археологичната наука от археолога Димчо Аладжов от ОИМузей – Кърджали (Георги Кулов). Благодарение на археологичните разкопки и сведения от Ст.н.с.к.и.н. Екатерина Манова, археолог, както и последвалите проучвания, през 1968 година средновековната черква, а също и цялостният некропол (всеки – поотделно) са обявени за архитектурно-строителни паметници на културата от античността и средновековието от национално значение. През 1974 година прилежащият към черквата „Свети Йоан Предтеча“ старинен некропол се проучва от археолога Иван Балкански – ОИМузей-Кърджали.
От първоначалните археологични разкопки през 1962 – 63 година и през следващите години – при специализираните планови археологични разкопки, се откриват и публикуват все повече части от строителната субстанция на ансамбъла, вкл. отчасти запазените стенописи, графити и архитектурни детайли на черквата. От археологичните разкопки, провеждани под ръководството на Ст.н.с.к.и.н. Екатерина Манова, археолог, и с анализи на Проф. Стамен Михайлов, от Българската академия на науките, както и от археолога Иван Балкански от ОИМузей – Кърджали, през 60-те до втората половина на 80-те години на ХХ век, е известно, че на това място, освен голямата черква, днес – „Свети Йоан Предтеча“, съществуват безспорните руини на крепостната стена и нейните наблюдателни/отбранителни кули – бастион, а също и на по-малки и по-ранни черкви и параклиси, както и на други сгради с обществено предназначение, вкл. гробове, гробници и сакрална погребална архитектура, построени през различни епохи, низхождащи до далечно предхристиянско минало. От особено значение е и триконхалната сграда, определена от изследователите като параклис/кръщелна, достроена през Средновековието до източната част на северната стена на черквата заедно с ново общо преддверие – вход през северната конха на черквата.
Историческите сведения и запазените градежи дават основание да се смята, че е възможно „Свети Йоан Предтеча“ да се е превърнал още в X – XI век в епископско, а по-късно и в митрополитско средище. Насока за такова заключение дават вкл. и петте зидани гробници: в притвора на голямата черква, в параклиса/кръщелна, както и в предходния малък храм до южната стена на черквата. Две от тях са открити при първоначалните разкопки през 1962 година от Ст.н.с.к.и.н. Екатерина Манова, другите – от строителите по време на възстановителните работи в храма и около него. Според някои учени тленните останки в една от тези гробници принадлежат на Патриарх Евтимий Търновски, други отхвърлят тази хипотеза. В този гроб са намерени още: тъкан със злато и с необикновена украса, както и в платнен кръст зашити църковни мощи. Има предположения, че само на 4 места в света има запазени такива находки, а в България това е първата, по мнението на специалистите, и това подкрепя изказаната теза, че през Средновековието днешен Кърджали е бил важен християнски център. Златовезаната материя на епитрахила, наръкавниците и набедреника се отличават с майсторската си изработка. По исторически данни епитрахилът е с висока материална стойност. Предполага се, че е може да е бил изработен в Константинопол.
През 2000 година е осветена манастирската черква „Свети Йоан Предтеча“.
В периода от 2000-ната година до пролетта на 2009-та манастирът е музей.
През пролетта на 2009-та година Министерският съвет връща храма и средновековния манастирски комплекс на Пловдивска епархия на Българската православна църква.
През 2011 година е назначен постоянен енорийски свещеник. Същата година е създадено неделно училище към манастира.
През май 2020 година започва строежът на нов храм в двора на манастира - църквата ще бъде посветена на Света София и трите й дъщери Вяра, Надежда и Любов.
През септември 2020 година са осветени новопостроените манастирски сгради за жилищни и просветителски нужди. 

## Възстановяване
Възстановяването на средновековната черква „Свети Йоан Предтеча“ в Кърджали е замислено и осъществено в продължение на десет години.
- Октомври 1991. Председателят на Фондацията за християнска архитектура и изкуство „Никола Фичев и Захари Зограф“ (занапред в този текст: ФХАИ) Ст.н.с.I ст. д-р арх. Христо Генчев заявява в Кърджали, по време на парламентарната избирателна кампания, намерението да бъде възстановена средновековната черква „Свети Йоан Предтеча“ в квартал Веселчане.
- 3 ноември 1994. Управителният съвет (занапред в този текст: УС) на ФХАИ решава да изработи Програма за възстановяването на изоставената руина на черквата „Свети Йоан Предтеча“ в Кърджали с цел подновяването на църковното служение в нея.
- 24 февруари 1995. Решение на УС на ФХАИ за подготовка на ограничен архитектурен конкурс с цел избор на проектна идея и проектант на възстановителните работи.
- 1 март 1995. В неформален разговор с европейския функционер Мастроминас в Съвета на Европа Ст.н.с.Iст. д-р арх. Христо Генчев получава обещанието за положителен отговор на бъдещо писмо от ФХАИ за оказване на помощ за възстановяването на черквата „Свети Йоан Предтеча“.
- 23 март 1995. Решение на УС на ФХАИ за обявяване на архитектурния конкурс.
- 24 март 1995. Официално писмо на ФХАИ с молба за финансова подкрепа от страна на Европейската (тогава) Общност. Предвидените работи в следващите три години са оценени в писмото на 60, съотв. 80 и 168 хиляди или общо 312 хиляди ECU.
- 16 – 17 юли/6 август 1995. Конкурсното жури оценява най-високо проекта на арх. Боян Кузупов и му възлага изработването на предварителния проект.
- 13 октомври/3 ноември 1995. Националният съвет по опазване на паметниците на културата (занапред в този текст: НСОПК) и Министерството на културата одобряват предварителния проект и разрешават работното проектиране.
- 28 февруари 1996. Програмата „Рафаел“[23] превежда по сметките на ФХАИ 48 хиляди ECU.
- 5 март 1996. УС на ФХАИ взима решение за започване на предварителните проучвания: Документиране на руината, изследване на стенописите, геология и инжекционно стабилизиране на руината, частично възстановяване на оградните стени и една обитаема (от пазача) кула като защита от вандализъм.
- 25 април 1996. УС на ФХАИ възлага на арх. Боян Кузупов изработването на работните проекти. Проф. д-р инж. Венелин Венков избира подходящата строителна технология и изработва конструктивните планове.
- 23 май 1996. УС на ФХАИ възлага завършването на археологическото проучване.
- 3 юни 1996. ФХАИ сключва договор с Проф. Любен Прашков, художник-реставратор, и с художник Петър Попов, за проект за консервация и реставрация на запазените средновековни стенописи; демонтаж и лабораторна работа.
- 9 юли 1996. ФХАИ обявява общодостъпен търг за архитектурното възстановяване на черквата „Свети Йоан Предтеча.“
- 25 август 1996. Измежду представените 7 оферти УС избира тази на фирмата Rest.
- 30 октомври 1996. Работното проектиране е завършено и изпратено за съгласуване в НСОПК и Министерството на културата. Специалистът по земна механика инж. Пенчо Душев изработва експертиза относно фундирането на черквата.
- 31 декември 1996. Отчет на УС на ФХАИ за разходите (= архитектурен конкурс, проучване и проектиране, популяризиране, администриране), направени в изминалите три години 1994 – 1996 от ФХАИ за възстановяването на черквата „Свети Йоан Предтеча“. Те възлизат на 2627624 BGL, от които 1 864 536 BGL. – от програмата „Рафаел“.
- 20 януари 1997. Банка за земеделски кредит фалира. Блокиране на сметката (възлизаща на 62367 US $) на ФХАИ.
- Април 1997. От името на Ротари – клуб в Кърджали Стефан Сираков ходатайства пред официозната фондация „Бъдеще за България“ (занапред в този текст: ФБзБ), ръководена от Елена Костова, да бъдат деблокирани средставата на ФХАИ. ФБзБ предлага помощ от 10 млн. BGL.
- 31 декември 1997. Отчет на УС на ФХАИ за разходите (= проучване и проектиране, администриране), на ФХАИ, направени през изминалата 1997 година. Те възлизат на 205906 BGL.
- 10 април 1998. Министерството на културата преотстъпва на ФХАИ вещни права върху паметника на културата „Свети Йоан Предтеча“, което разрешава да започне възстановяването на целия комплекс (= черква, оградни зидове, камбанария и жилищна кула).
- Май 1998. Министерството на финансите деблокира средствата на ФХАИ в Банка за земеделски кредит, възлизащи на 60 527 US $.
- 20 май 1998. Тристранен договор между „Главболгарстрой[24]“, ФХАИ и ФБзБ за работите по оградни зидове и жилищна кула, камбанария, вертикална планировка, благоустрояване, водопровод и канализация на комплекса, на който черквата „Свети Йоан Предтеча“ е основната съставна част.
- 31 юли 1998. Отец Боян Саръев тържествено осветява започването на работата по възстановяването на комплекса.
- 24 септември 1998. УС на ФХАИ приема Правилника за вътрешния ред на комплекса.
- Септември 1998. Министерството на транспорта преотстъпва на манастирския комплекс 4 дка от терена на съседния ДАП, което ще направи възможно бъдещото развитие на „Свети Йоан Предтеча“, както и става понастоящем.
- 12 ноември 1998. Строителите от фирмата Rest се натъкват на гроб в преддверието на черквата. ФХАИ командирова разкопвачът – архлг. Николай Овчаров да проучи находката.
- 31 декември 1998. Отчет на УС на ФХАИ за разходите (= проучване и проектиране, ново строителство и възстановяване, строителен контрол, администриране), направени през изминалата 1998 година. Те възлизат на 41 533 US $.
- 10 март 1999. Общо решение на ФХАИ, ФБзБ и на „Главболгарстрой“ с оглед на това възстановителните работи да бъдат завършени до Коледа на 1999 година.
- Март 1999 г. Арх. Боян Кузупов се отказва от правата и задълженията си като проектант на „Свети Йоан Предтеча.“ Причина за това е смяната на изпълнителя – фирмата Rest, с „Главболгарстрой.“
- 24 май 1999 г. Изработване от Ст.н.с.I ст. д-р арх. Христо Генчев на Частично изменение на застроителния и регулационен план на манастирския комплекс „Свети Йоан Предтеча“. Площта на манастирския комплекс става 20 дка, а благоустрояването му ще е в състояние да обслужи до 3000 посетители.
- Май 1999 г. Кърджалийските полицаи събират и правят дарение от 653 300 BGL.
- 11 май 1999 г. Премахване на защитното покритие над възстановяваната черква „Свети Йоан Предтеча“ с цел продължаване на работите по нея над кота + 4,50 м.
- 8 юли 1999 г. Възлагане на арх. Рашко Робев на план за парково устройство на манастирския комплекс „Свети Йоан Предтеча“.
- 18 юни 1999 г. „Главболгарстрой“ приема обекта от фирмата Rest и продължава работите до тяхното пълно завършване.
- 29 октомври 1999 г. Програмата „Рафаел“ разрешава на ФХАИ двумесечно удължаване на крайния срок за завършване на окончателния отчет по възстановяването на черквата „Свети Йоан Предтеча“.
- 30 ноември 1999 г. Работите, извършени до тази дата, възлизат на 60 347 US $.
- 22 юни 2000 г. Черквата „Свети Йоан Предтеча“, вкл. и нейния купол, е изцяло покрита.
- 23 септември 2000 г. Министър-председателят Иван Костов тържествено открива възстановената средновековна черква „Свети Йоан Предтеча".
- 4 февруари 2001 г. Завършване на окончателния отчет от Председателя на ФХАИ, Ст.н.с.I ст. д-р арх. Христо Генчев. Съгласно отчета за възстановяването на черквата „Свети Йоан Предтеча“ във времето 1995 – 2000 г. са инвестирани 324863 US $, от които 118842 US $ са от/чрез ФХАИ, включващи и тези, предоставени на нея от програмата „Рафаел.“